# 소켓 AM2
소켓 AM2는 AMD가 데스크톱 프로세서를 위해 개발한 CPU 소켓이다. 2006년 5월 23일에 공개되었으며 이전 소켓이었던 소켓 939와 소켓 754를 대체한다. 소켓 AM2의 원래 이름은 소켓 M2였는데 사이릭스 MII 프로세서와의 이름과 동일하여 충돌을 피하기 위해 소켓 AM2로 이름이 변경된 바 있다.

## 기술
939 칩셋 지원 메인보드는 비록 940 핀을 가지고 있지만 AM2 프로세서 및 소켓 940과 호환되지 않는다. DDR2는 클럭 사이클보다 더 많은 데이터를 전송한다. 이 메모리는 이전의 소켓 939 메인보드에서 지원했던 DDR 메모리보다 더 낮은 전력을 끌어 오지만 더 높은 레이턴시가 있다는 것이 단점이다. AnandTech는 소켓 AM2 시스템의 성능은 DDR2 지원으로 30% 이상의 더 나은 메모리 대역을 가지지만, 소켓 939에 견주어 볼 때 0~7% (미미하게) 빨라졌다고 보고하였다.
소켓 AM2를 지원하는 첫 프로세서 코어는 싱글 코어 올리언스 (애슬론 64)와 마닐라 (셈프론), 그리고 듀얼 코어 윈저 (애슬론 64 X2 및 애슬론 64 FX)였다. 소켓 AM2를 지원하는 대부분의 프로세서는 SSE3 함수를 포함하고 있으며 90 나노미터로 개발되었다. 최근의 모델은 인텔사의 CPU와 경쟁하기 위해 65 나노미터 기술을 포함하고 있다.
소켓 AM2는 서버를 위한 소켓 F와 휴대용 컴퓨터를 위한 소켓 S1에 이어 AMD의 다음 세대 CPU 소켓의 일부이다.
AM2를 지원하는 싱글 소켓 가운데 옵테론 프로세서도 있다.

## 규격
PGA-ZIF 형태이며 다음과 같은 칩 폼 팩터를 갖는다.
- Ceramic Pin Grid Array (CPGA)
- Organic Pin Grid Array (OPGA)

200 MHz의 시스템 클럭, 1 GHz의 하이퍼트랜스포트를 지원한다.

### 지원 프로세서
- 애슬론 64
- 애슬론 64 X2
- 애슬론 64 FX
- 옵테론
- 셈프론
- 페넘

### 지원 칩셋
- AMD 690
- AMD 700
- 엔포스 500
- 엔포스 600
- 엑스프레스 3200

## 같이 보기
- 소켓 AM2+
- 소켓 AM3